# Тешка (річка)
Тешка (словац. Teška) — річка в Словаччині, ліва притока Рімави, протікає в окрузі Рімавска Собота.
Довжина — 16 км. Витік знаходиться в масиві Південнословацька улоговина — на висоті 220 метрів. Протікає територією сіл Барца і  Чіж.
Впадає в Рімаву на висоті 152 метри.